# Muinane
Muinane és una llengua indígena americana parlada a Colòmbia que pertany a la família de llengües bora, juntament amb el bora.

## Distribució geogràfica
El muinane és parlat per 150 persones a Colòmbia al llarg del riu Alt Cahuinarí al Departament d'Amazones. Pot haver-hi alguns parlants al Perú.

## Fonologia

### Consonants
|           | Bilabial | Alveolar | Postalveolar/ Palatal | Velar | Glottal |
| Nasal     | m        | n        | ɲ                     |       |         |
| Oclusuva  | p b      | t d      | tʲ dʲ                 | k ɡ   | ʔ       |
| Africada  |          |          | tʃ dʒ                 |       |         |
| Fricativa | ɸ β      | s        | ʃ j                   | x     |         |
| Vibrant   |          | r        | rʲ                    |       |         |

- Les oclusives sordes i les africades contrasten amb les seves contraparts  geminades: tː tʃː tʲː kː.

### Vocals
|         | Anterior | Central | Posterior |
| ------- | -------- | ------- | --------- |
| Tancada | i        | ɨ       | u         |
| Oberta  | ɛ        | a       | o         |

### To
Hi ha dos tons en muinane: alt i baix.

## Gramàtica
L’ordre de les paraules en Muinane sol ser SOV. El marcatge de casos és nominatiu-acusatiu.

## Sistema d'escriptura
El muinane s'escriu amb alfabet llatí. Un gràfic de símbols amb els sons que representen és el següent:
| Llatí | IPA  | Llatí | IPA | Llatí | IPA | Llatí | IPA  | Llatí | IPA | Llatí | IPA |
| ----- | ---- | ----- | --- | ----- | --- | ----- | ---- | ----- | --- | ----- | --- |
| a     | /a/  | b     | /b/ | c     | /k/ | ch    | /tʃ/ | d     | /d/ | e     | /e/ |
| f     | /ɸ/  | g     | /ɡ/ | h     | /ʔ/ | i     | /i/  | ɨ     | /ɨ/ | j     | /x/ |
| ll    | /dʒ/ | m     | /m/ | n     | /n/ | ñ     | /ɲ/  | o     | /o/ | p     | /p/ |
| q     | /k/  | r     | /r/ | s     | /s/ | sh    | /ʃ/  | t     | /t/ | u     | /u/ |
| v     | /β/  | y     | /j/ |       |     |       |      |       |     |       |     |

- Les consonants palatalitzades s’escriuen mitjançant les formes no palatalitzades més y: ty /tʲ/, dy /dʲ/, ry /rʲ/. Als efectes de l’alfabetització, es consideren seqüències de lletres.
- El to generalment no s’indica per escrit. Quan es mostra, s’indica amb un accent agut sobre la vocal: á, é, í, ɨɨ, ó, ú.
- El sistema d'escriptura Muinane es basa en l'ortografia del castellà. Per aquest motiu, el so /k/ s’escriu com a c abans de a, ɨ, o, u u i com qu abans de e i i. De la mateixa manera, el so /ɡ/ s'escriu com a gu abans de e i i, i g en altres llocs.